# Újkemence
Újkemence (ukránul: Новоселиця) település Ukrajnában, Kárpátalján, az Ungvári járásban.

## Fekvése
Perecsenytől északnyugatra fekvő település.

## Története
A 18. század végén Vályi András így ír róla: „KEMENCZE. Ó, és Új Kemencze. Két orosz falu Ungvár Várm. földes Urok a’ K. Kamara, lakosai katolikusok, és ó hitűek, fekszenek nem meszsze Ung vizétől, Új Kemenczének vidékje soványos, vagyonnyai selejtesek, amá pedig a’ természetnek szép javaival megáldatott.”
Fényes Elek 1851-ben kiadott geográfiai szótárában így ír a faluról: „Kemencze (Uj), Ungh vármegyében, orosz falu, N.-Bereznához 2 mfdnyire: 335 gör. kath., 10 zsidó lak. Gör. kath. paroch. templom. F. u. a kamara.”
1910-ben 534 lakosából 10 magyar, 34 német, 488 ruszin volt. Ebből 14 római katolikus, 486 görögkatolikus, 34 izraelita volt.
A trianoni béke előtt Ung vármegye Perecsenyi járásához tartozott. Az első világháborút követően Csehszlovákiához csatolták, majd 1938-tól ismét Magyarországhoz tartozott 1944 őszéig, amikor a szovjet csapatok megszállták.
Ennek következtében 1945-ben az Ukrán Szovjet Szocialista Köztársaság, s ezzel együtt a Szovjetunió részévé vált. 1991 óta a független Ukrajna része.

## Népessége
1910-ben 534 lakosából 10 magyar, 34 német, 488 ruszin volt; ebből 14 római katolikus, 486 görögkatolikus, 34 izraelita volt.
| 2001 | 491 |

A népesség anyanyelv szerinti megoszlása a teljes népesség %-ában (2001)